# Maori (Schiff, 1939)
Die HMS Maori (F24) war ein zur (zweiten) Tribal-Klasse gehörender Zerstörer der britischen Royal Navy. Die Maori war der vierte fertiggestellte Zerstörer dieser Klasse, in der die einzelnen Einheiten nach verschiedenen Volksstämmen in den Kolonialgebieten benannt waren.
Zu Beginn des Zweiten Weltkriegs wurde die Maori aus dem Mittelmeer zur Home Fleet versetzt und kam vor Norwegen und dann im Nordatlantik zum Einsatz. Ab Mitte 1941 wurde die Maori wieder im Mittelmeer eingesetzt und am 12. Februar 1942 bei einem deutschen Luftangriff im Hafen von Valletta auf Malta versenkt. Heute ist das Wrack ein beliebtes Tauchziel.

## Geschichte

### Bau und Indienststellung
Die nach den Māori, den Ureinwohnern von Neuseeland, benannte HMS Maori wurde am 6. Juli 1936 bei der Fairfield Shipbuilding & Engineering Company in Govan (Schottland) auf Kiel gelegt und lief am 2. September 1936 vom Stapel. Sie war die zweite HMS Maori nach einem Zerstörer der ersten Tribal-Klasse, der bei William Denny gebaut, vom November 1909 bis zum 7. Mai 1915 im Dienst der Royal Navy stand. Die erste HMS Maori war vor Wirlingen nahe Zeebrugge auf eine Mine gelaufen und gesunken.
Die Indienststellung der neuen HMS Maori bei der Royal Navy erfolgte am 2. Januar 1939.

### Die ersten Einsätze
Nach ihrer Indienststellung wurde sie zunächst in Alexandria als Teil der 4. Zerstörerflottille stationiert, die unter dem Kommando von Captain Philip Vian auf der Cossack stand. Nach dem Beginn des Zweiten Weltkriegs kam die Maori mit ihren Schwesterschiffen zunächst im Mittelmeerraum als Eskorte für Konvois und bei Kontrollen des Schiffsverkehrs auf Konterbande zum Einsatz, bis sie im Oktober nach Großbritannien zurückverlegt wurde. Hier fuhr sie anfangs vor allem Patrouillen in der Nordsee. Hierbei konnte die Maori zusammen mit der Inglefield bei der Bergung des havarierten U-Bootes Triad Hilfestellung geben.

### Einsatz vor Norwegen
Nach einer Überholung im März 1940 kam der Zerstörer beim Norwegen-Unternehmen zunächst als Eskorte für größere Einheiten der Royal Navy zum Einsatz und schützte zusammen mit dem Schwesterschiff Afridi am 19. und 20. April einen Konvoi, der französische Truppen nach Namsos brachte.

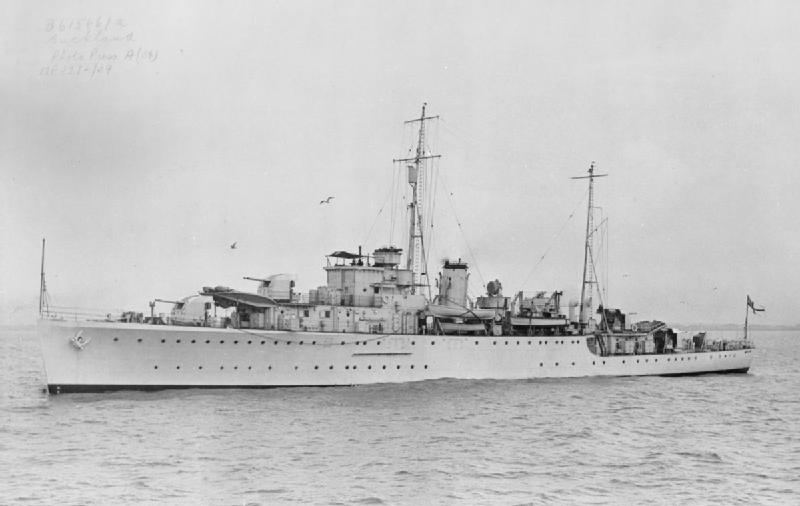
Die Sloop Auckland

In der Nacht zum 23. geleitete sie mit der Sloop Auckland den französischen Transporter Ville d'Alger (Mittelmeerfähre, 9890 BRT, 1935) nach Namsos, von dem wegen eines Schneesturms nur 750 statt 1100 Mann gelandet werden konnten.
Nachdem die Deutschen in Norwegen die Oberhand gewonnen hatten, kamen die beiden Tribal-Zerstörer bei der Evakuierung der Franzosen aus Namsos wieder zum Einsatz. Während die Afridi und der französische Zerstörer Bison bei diesem Einsatz deutschen Luftangriffen zum Opfer fielen, gelang der Maori die Rückkehr nach Großbritannien. Nur durch Bombensplitter beschädigt, hatten auf ihr fünf Besatzungsmitglieder den Tod gefunden. Der Zerstörer ging nach provisorischer Reparatur wieder in See.

### Weitere Einsätze
Im Juni 1940 war die Maori Teil eines Verbands, der nach Island geschickt wurde, um angeblich dort befindliche deutsche Kriegsschiffe zu vernichten. Zur Erleichterung der Besatzung, deren Schiff bei einem Vorstoß in den Seidisfjord als Köder genutzt wurde, um die Deutschen herauszulocken, waren dort keine gegnerischen Schiffe oder Truppen anzutreffen.

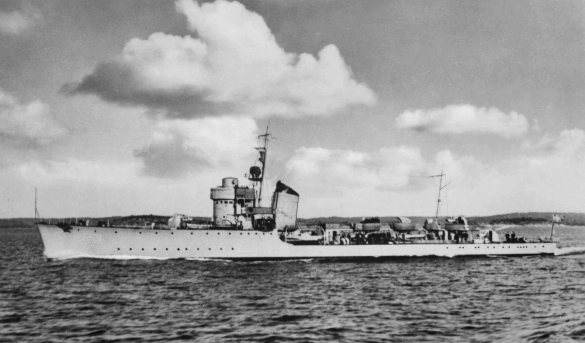
Die Romulus ex Spica

Am 20. Juni 1940 wurde die Maori zusammen mit der Tartar und der Mashona zu den Färöerinseln geschickt, um vier Kriegsschiffe zu beschlagnahmen, die von Italien an Schweden abgegeben worden waren – es sollte verhindert werden, dass sie in deutsche Hände gerieten. Nachdem eine militärische Konfrontation nur knapp vermieden worden war und die Briten am 20. Juni die schwedischen Besatzungen gezwungen hatten, ihre Boote zu verlassen und sie auf das Begleitschiff Patricia (ex Patris II, 3994 BRT) und den Tanker Castor (8714 BRT) schickten, mit denen sie in ihre Heimat zurückkehren sollten. Die beschlagnahmten vier Kriegsschiffe überführten die Briten bis zum 30. nach Scapa Flow bzw. Kirkwall. Die protestierenden Schweden folgten ihren Schiffen und konnten sie am 2. Juli wieder übernehmen, da sich auf der Überführung herausstellt hatte, dass diese aufgrund ihres schlechten Zustands kaum seetauglich waren. Am 5. Juli setzen die vier schwedischen Zerstörer Psilander (ex Giovanni Nicotera) und Puke (ex Bettino Ricasoli) der Sella-Klasse (970 ts, 2×2 120 mm, 1926/27) sowie Romulus (ex Spica) und Remus (ex Astore) der Spica-Klasse (800 ts, 3 × 100 mm, 1935) von Kirkwall ihre Reise fort. Auf dem Marsch nach Schweden wurden sie am 7. Juli noch von britischen Flugzeugen angegriffen, wurden aber nicht getroffen. Über das von den Deutschen besetzte Kristiansand erreichten sie am 10. Juli 1940 Göteborg.
In der Nacht zum 14. Oktober griff die Maori mit den Schwesterschiffen Cossack, Ashanti und Sikh unter Captain Vian in der Nähe von Egersund einen für Trondheim bestimmten deutschen Geleitzug an. Die Cossack versenkte den Netzleger Genua (1949 BRT) mit einem Torpedo, Ashanti und Maori schossen den Luftwaffentransporter Netze (1025 BRT) und das sichernde Minensuchboot M 1102 (ex H.A.W. Müller) in Brand. Unbeschädigt blieben die Hilfskriegsschiffe Triton, Rau VII, M 1105 und M 1106. Der Versuch, bei Tagesanbruch die ablaufenden Zerstörer mit Kampfflugzeugen zu stellen, blieb erfolglos.
Im Dezember 1940 erhielt die HMS Maori bei einer Routineüberholung in Hebburn ein 105-mm-L/45-Mk-XVI-Zwillings-Geschütz eingebaut, welche die 4,7-Zoll-Doppellaffette in der X-position ersetzte.

### Jagd auf die Bismarck
Ab Januar 1941 diente der zu diesem Zeitpunkt von Commander H.T. Armstrong, DSO, geführte Zerstörer zusammen mit seinen Schwesterschiffen Cossack, Sikh und Zulu sowie der polnischen Piorun als Konvoieskorte in den sogenannten „Western Approaches“ (dem Seegebiet westlich von der britischen Insel). Während sie den Truppentransport WS-8B begleiteten, erhielten die Schiffe am 25. Mai 1941 den Befehl, diesen zu verlassen und sich an der Jagd auf das deutsche Schlachtschiff Bismarck zu beteiligen. Die Behauptung, der entscheidende Radarkontakt mit dem deutschen Schlachtschiff sei von der HMS Maori hergestellt worden, stimmt allerdings nicht. Der Zerstörer fuhr mit seinem Verband in der Nacht vom 26. auf den 27. Mai eine Reihe erfolgloser Torpedoangriffe auf das deutsche Schlachtschiff.
Nach dem Untergang des Gegners barg die Maori zusammen mit dem schweren Kreuzer Dorsetshire Überlebende und rettete 25 deutsche Seeleute. Die Bergung musste wegen einer falschen U-Boot-Meldung jedoch abgebrochen werden. Nach der Jagd auf die Bismarck kam die Maori auch im Ärmelkanal beim Schutz von Küstenkonvois zum Einsatz. Zur Verteidigung gegen deutsche Torpedoboote erhielt sie zwei Zweipfünder-Schnellfeuergeschütze und bei einem Aufenthalt in Londonderry (Nordirland) ein Radargerät vom Typ 286M.

### Einsatz im Mittelmeer
Der Nachschubkonvoi GM.1 wurde aus Großbritannien (als WS.9C) mit einem Truppentransporter und sechs Frachtern über Gibraltar nach Malta als Operation „Substance“ im Mittelmeer neben der Force H unter Vizeadmiral Somerville auch von Einheiten der Home-Fleet als „Force X“ gesichert, zu denen auch die Maori und ihre Schwestern Cossack und Sikh gehörten. Fünf Transporter erreichten Malta, der Truppentransporter wurde frühzeitig zurückgelassen.
Vom 1. bis zum 4. August 1941 führten die Briten den zurückgebliebenen Truppentransporter Leinster mit Kreuzern Manchester, Arethusa und Hermione, dem schnellen Minenleger Manxman und den Zerstörern Lightning und Sikh (Force X) insgesamt 1750 Mann sowie 130 t Nachschub von Gibraltar nach Malta. Zur Deckung der Operation operierte die „Force H“ mit dem Schlachtschiff Nelson, Schlachtkreuzer Renown, Träger Ark Royal und neun Zerstörern darunter auch Cossack und Maori gegen Sizilien. In der Nacht zum 1. August beschossen Cossack und Maori den Seeflugzeugstützpunkt von Alghero (Sardinien) und Swordfish der Ark Royal bombardierten den dort gelegenen Flugplatz. Die Maori und Sikh verblieben im Mittelmeer bei der 14. Zerstörerflottille der „Force H“.

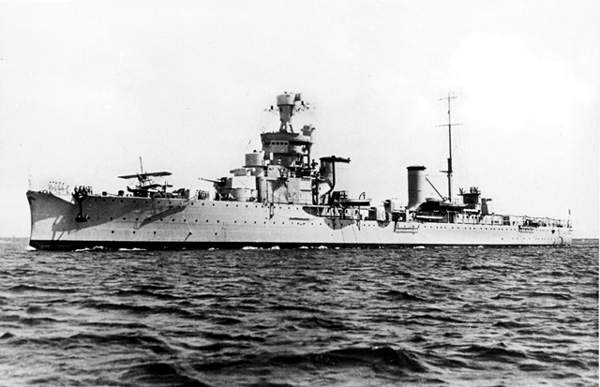
Alberico da Barbiano

Am 13. Dezember 1941 lief die 4. Division der italienischen Marine mit den Leichten Kreuzer Alberico da Barbiano und Alberto di Giussano sowie dem T-Boot Cigno als Geleit als Benzintransporter von Palermo aus, sie wurde jedoch kurz nach Passieren von Kap Bon von der britischen Luftaufklärung erfasst und kehrte daraufhin zurück.

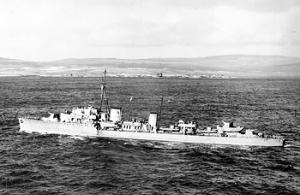
Die Isaac Sweers

Auf dem Rückmarsch wurden beide Kreuzer durch die von Gibraltar nach Alexandria marschierenden Sikh, Maori, Legion und der niederländischen Isaac Sweers durch Torpedos versenkt. Über 900 Besatzungsmitglieder fielen auf beiden Kreuzern, die Cigno konnte entkommen. „Ultra“ hatte in diesem Fall den Briten alle Details über die Konvois gegeben.
Ende 1941 wurde aus Maori, Sikh und Zulu die 22. Zerstörerflottille gebildet. Am 16. Januar 1942 begann die Nachschubunternehmung MF.3 für Malta, mit der vier Transporter nach Malta geleitet werden sollten, zwei Sicherungsgruppen und ein Deckungsverband mit drei Kreuzern, einem Flakkreuzer und 13 Zerstörern verteidigten den anfangs dreiteiligen Verband. Maori bildete mit Gurkha der L-Klasse, Isaac Sweers und Legion eine der drei Zerstörergruppen. Am 17. torpedierte das deutsche U-Boot U 133 die Gurkha. Daraufhin schleppte Isaac Sweers das sinkende Schiff aus dem brennenden Ölteppich und rettet die Besatzung. Am 18. traf sich der Konvoi mit der aus Malta ausgelaufene Force K mit Penelope und Sikh, Zulu, Lance, Lively und Jaguar. Letztere wurde gegen Legion und Maori getauscht.
Am 25. Januar lief die „Force K“ zum Nachschubunternehmen MF.4 aus Malta mit Penelope, Zulu, Lance, Legion, Lively und Maori aus. Sie begleitete zwei leere Transporter. Am 26. trafen sich die beiden Konvois. Die Geleitzüge tauschten die Zerstörer Kingston und Lance und „Force K“ übernahm den Transporter Breconshire und lief am 27. wieder in Malta ein. Versuchte Luftangriffe der Achsenmächte führten zu keinen Erfolgen.

### Versenkung in Malta
Am frühen Morgen des 12. Februar 1942, gegen 2 Uhr, erhielt die im Grand Harbour von Valletta vor Anker liegende Maori bei einem deutschen Luftangriff einen direkten Treffer durch die Fliegerbombe einer Junkers Ju 88, die das Deck durchschlug, im Bereich des Maschinenraums detonierte und einen Brand sowie eine Explosion auslöste, die auch den in der Nähe liegenden Zerstörer Decoy beschädigte. Das Schiff sank an seinem Ankerplatz. Da die Besatzung größtenteils an Land in einem Bunker geschlafen hatte, starb nur ein Besatzungsmitglied. Da der Meeresgrund an der Untergangsstelle sehr flach war, ragte der Rumpf noch teilweise aus dem Wasser. Obwohl das Wrack ein erhebliches Hindernis im Hafenbecken darstellte, wurde es zunächst an seiner Position belassen. Die beiden vorderen Geschütze „A“ und „B“ konnten demontiert und anderweitig verwendet werden. Im Zuge der deutsch-italienischen Luftoffensive gegen Malta erhielt die Maori weitere Bombentreffer, so dass an eine Reparatur endgültig nicht mehr zu denken war.

### Verbleib
Ende 1942 wurde das Wrack von seiner ursprünglichen Position in die St. Elmo Bay geschleppt, im Juli 1945 versuchte man, es endgültig zu entfernen und in tiefem Wasser außerhalb des Hafens zu versenken. Hierbei brach es allerdings auseinander, so dass dieses Vorhaben nur teilweise umgesetzt werden konnte. Der bis heute im Hafen verbliebene Rest des Zerstörers, der etwa 35 Meter lange vordere Teil, liegt im Marsamxett Harbour von Valletta in einer Tiefe von acht bis 16 Metern.
Trotz der für maltesische Verhältnisse eher schlechten Sichtweiten von etwa zehn Metern hat sich die Maori zu einem der populärsten Wracktauchplätze Maltas entwickelt – sie ist leicht zugänglich, flach gelegen, weist einen schönen Bewuchs auf und ist von erheblichem historischen Interesse. Der betauchbare Teil des Zerstörers umfasst den vorderen Teil, von dem vor allem die Brücke und die Halterungen der beiden vorderen Geschütze erkennbar sind. Aufgrund der großen Öffnungen ist es einfach, in die Innenräume des Wracks einzudringen und sie zu durchtauchen. Eine gewisse Gefahr geht von den in und um das Schiff liegenden Granaten und Torpedos aus.